# Nothophila fuscana
Nothophila fuscana là một loài ruồi trong họ Limoniidae. Chúng phân bố ở miền Australasia.